# 第22回日本レコード大賞
第22回日本レコード大賞（だい22かいにほんレコードたいしょう）は、1980年（昭和55年）12月31日に帝国劇場で行われた、22回目の『日本レコード大賞』である。

## 概要
第22回の大賞は、八代亜紀の「雨の慕情」に決定した。八代亜紀は初の受賞。大賞の副賞として、トヨタ自動車よりクラウン4ドアハードトップが贈られた。
この年は八代と五木ひろしの激戦で、「五八戦争」として話題となった。審査員の得票（今回は総数59票）は、大賞の一次審査では八代亜紀の「雨の慕情」が28票、五木ひろしの「ふたりの夜明け」が21票、五輪真弓の「恋人よ」が6票、もんた&ブラザーズの「ダンシング・オールナイト」が3票、都はるみの「大阪しぐれ」が1票、その他が0票。決選投票では「雨の慕情」が36票、「ふたりの夜明け」が23票だったが、一次審査で「ふたりの夜明け」に投票した2人が、決選では「雨の慕情」に投票していたことが判明している。
最優秀歌唱賞は、第6回の新人賞（現在でいう最優秀新人賞）、第18回（1976年）の大賞受賞者の都はるみ。初の三冠受賞者となった。
この年に引退した国民的人気歌手山口百恵に特別大衆賞を授与した。
視聴率は9P減の34.3%に転落。9年ぶり30%台に落ち込む。

## 司会
- 総合司会：高橋圭三 - 12度目の司会。
- 司会進行：渡辺謙太郎
- 司会進行：中田喜子
- 三雲孝江（会場リポーター） - 2度目の担当。
- 松宮一彦（審査会場リポーター）

## 受賞作品・受賞者一覧

### 日本レコード大賞
- 「雨の慕情」
  - 歌手:八代亜紀
  - 作詞:阿久悠 - 2年ぶり5度目。
  - 作曲:浜圭介
  - 編曲:竜崎孝路

### 最優秀歌唱賞
- 「大阪しぐれ」
  - 歌手:都はるみ - 第6回で新人賞（現在でいう最優秀新人賞）、第18回で大賞を受賞しており、初の三冠を達成。

### 最優秀新人賞
- 田原俊彦（曲:「ハッとして!Good」）

### 特別大衆賞
- 山口百恵

### 金賞
- 「雨の慕情」
  - 歌手:八代亜紀 - 3年連続3度目。前身の歌唱賞を合わせると5年連続7度目。
- 「あれから一年たちました」
  - 歌手:小林幸子 - 2年連続2度目。
- 「大阪しぐれ」
  - 歌手:都はるみ - 大賞を合わせると4年ぶり2度目。
- 「銀河伝説」
  - 歌手:岩崎宏美 - 3年連続3度目。前身の歌唱賞を合わせると4年連続4度目。
- 「恋人よ」
  - 歌手:五輪真弓
- 「酒場でDABADA」
  - 歌手:沢田研二 - 3年連続3度目。前身の歌唱賞、大衆賞を合わせると4年連続7度目。
- 「サンタマリアの祈り」
  - 歌手:西城秀樹 - 3年連続3度目。前身の歌唱賞を合わせると6度目。
- 「ダンシング・オールナイト」
  - 歌手:もんた&ブラザーズ
- 「ふたりの夜明け」
  - 歌手:五木ひろし - 2年連続2度目。前身の歌唱賞を合わせると7度目。
- 「私はピアノ」
  - 歌手:高田みづえ

### 新人賞
- 岩崎良美（曲:「あなた色のマノン」）
- 河合奈保子（曲:「ヤング・ボーイ」）
- 田原俊彦（曲:「ハッとして!Good」）
- 松田聖子（曲:「青い珊瑚礁」）
- 松村和子（曲:「帰ってこいよ」）

### ベスト・アルバム賞
- 「逆流」
  - 歌手:長渕剛
- 「ソリッド・ステイト・サヴァイヴァー」
  - 歌手:イエロー・マジック・オーケストラ
- 「MOONGLOW」
  - 歌手:山下達郎[注釈 1]

### 作曲賞（中山晋平賞）
- 「ダンシング・オールナイト」（歌:もんた&ブラザーズ）
  - 作曲:もんたよしのり

### 編曲賞
- 「TOKIO」（歌:沢田研二）
  - 編曲:後藤次利

### 作詩賞（西条八十賞）
- 「贈る言葉」（歌:海援隊）
  - 作詩:武田鉄矢

### 特別賞
- 市丸
- 佐伯孝夫 - 11年ぶり2度目。
- 藤山一郎 - 6年ぶり2度目。

### 企画賞
- オリジナル盤による秘蔵盤SP時代 昭和の流行歌
  - 日本コロムビア（株） - 2年ぶり5度目。
- ペギー葉山による 恋歌-万葉の心を求めて-
  - キングレコード（株） - 2年ぶり6度目。
- デューク・エイセスのコーラスの仲間たち〈ビバ!!コーラス〉
  - 東芝EMI（株） - 2年連続7度目。

### ロング・セラー賞
- 「別れても好きな人」
  - 歌手:ロス・インディオス&シルヴィア

### 日本レコード大賞顕彰
- 〈プレイヤー賞〉…佐野雅美（サクソフォン、クラリネット） 田中和夫（ドラム） レイモンド吉場（クラリネット） 田沢喜一（ピアノ）
- 〈顕彰〉…西沢爽（作詞家）

### TBS賞(後援団体賞）
- 海援隊 - 昭和54年シリーズの3年B組生徒たちが登場し、祝福を行った。

## TV中継スタッフ
- 構成：平井靖人、長束利博／鬼沢慶一
- 音楽：長洲忠彦
- 指揮：長洲忠彦
- 振付：家城比呂志
- 演奏：高橋達也と東京ユニオン、岡本章生とゲイスターズ、ベストアンサンブル
- コーラス：フィーリング・フリー、ミュージッククリエイション
- 踊り：ギャラクシー、ダンディーズ、ニューホリデーガールズ、フォーリーズ

- 帝国劇場スタッフ
  - 運営プロデューサー：野中杉二、中村寿雄、青柳脩、今里照彦
  - 技術：佐藤一郎
  - ＴＤ：村上敦彦
  - 映像：大野健三
  - カラー調整：西沢正捷
  - 音声：椎木洋次、浜田毅
  - 照明：橋本英一
  - 音響：大鐘信厳
  - 美術制作：和田一郎
  - 美術デザイン：三原康博、金子俊彦

- Gスタスタッフ
  - ＴＤ：中村秀夫
  - 映像：佐藤賢二郎
  - カラー調整：高林篤治
  - 音声：吉田克弥
  - 照明：高橋寛
  - 美術制作：河瀬洋男

- 演出スタッフ：酒井俊一、大友和夫、川野雄三、小松敬、梅沢汎、平澤真、神保泰宏、西内綱一、麻生雅子、井沢紀男、多良寛則、森本仁郎、鈴木宏義、小田忠明、五十嵐衞、田代誠、石川滋、宇都宮荘太郎、狩野敬、斎藤薫、水留章、難波一弘、磯野学、福田美地、林田佐恵子
- 番組プロデューサー：斎藤正人／弟子丸千一郎、吉田恭爾
- 舞台監督：塩川和則
- 映像演出：高橋利明
- 演出：滝本裕雄
- 製作著作：TBS
- 主催：社団法人 日本作曲家協会、日本レコード大賞制定委員会、日本レコード大賞実行委員会